# Hans Daudt
Hans Daudt (Amsterdam, 12 januari 1925 – aldaar, 18 oktober 2008) was een Nederlandse politicoloog en hoogleraar aan de subfaculteit sociale wetenschappen van de Universiteit van Amsterdam, destijds FSW-A, thans de subfaculteit politicologie.

## Levensloop
Daudt werkte aanvankelijk als journalist bij de naoorlogse Nederlandse Censuurdienst, en vervolgens als verslaggever bij het dagblad Het Vrije Volk. In 1948 ging hij tevens studeren aan de pas opgerichte Faculteit der Politieke en Sociale Wetenschappen van de Universiteit van Amsterdam. In 1961 promoveerde hij op een proefschrift over de zwevende kiezer. Na zijn promotie volgde Daudt zijn eigen promotor Jan Barents op als hoogleraar in de politicologie.
In 1967 was Hans Daudt lid van de Commissie Cals-Donner.

### Universitair conflict

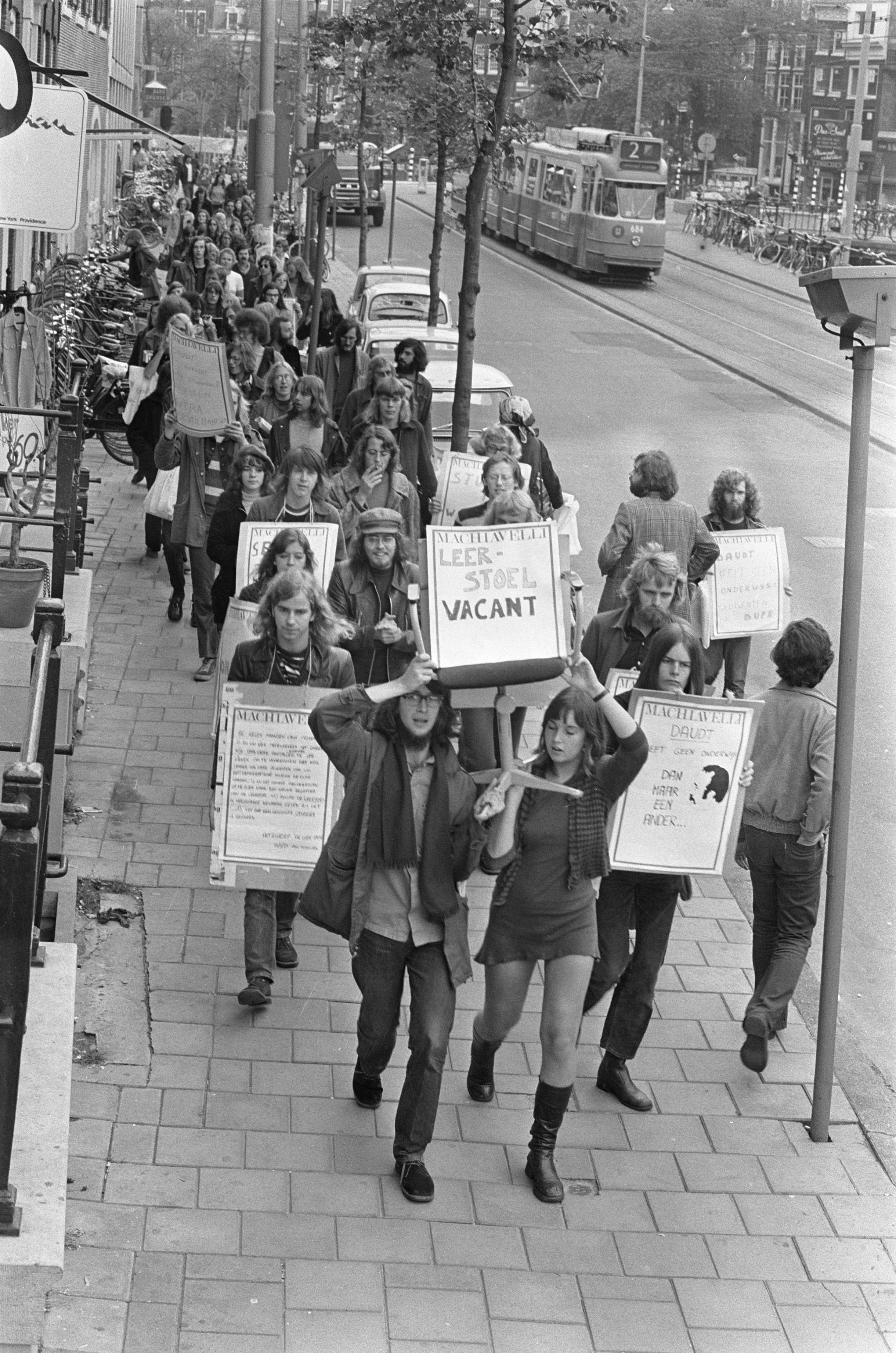
Demonstratie van Amsterdamse studenten tegen Daudt, met "vacante" stoel (1973)

In de periode na de Maagdenhuisbezetting werd Daudt doelwit van kritiek van zijn studenten. De studenten vonden zijn colleges 'niet maatschappijkrities genoeg' en eisten 'confrontatiestudie' en meer 'antikapitalistiese literatuur'. Zij vonden dat Daudt een te beperkte, engere opvatting van de politicologie koesterde. Daudt wenste echter geen duimbreed toe te geven aan de 'beunhazen' met hun 'quasi-marxistische flauwekul'. 
Eind 1969 kwam hij in het nieuws door zijn confrontaties met linkse studenten in de studentenbeweging, met name vanuit de Amsterdamse studentenvakbond ASVA en de faculteitsvereniging voor politicologiestudenten Machiavelli. Daudt wilde geen concessies doen aan hun eisen over 'maatschappelijk relevant onderwijs', maar hen gewoon 'een vak leren'. Uiteindelijk staakte hij zijn hoorcolleges, uit protest tegen wat hij betitelde als een sfeer van 'opruien, verdachtmaken en woordterreur'. Het college van bestuur van de universiteit reageerde daarop met een dienstbevel en juridische procedures. Daudt trok zich terug met een medewerker in een pand aan de Herengracht, waar hij voor kleine groepen studenten ging doceren.
Hij zei in een interview op 9 september 1982 in NRC Handelsblad: "Politicologie trekt mensen aan die zich emotioneel betrokken voelen bij de maatschappij. Dat kan op gespannen voet komen te staan met de wetenschappelijke attitude, die distantie en reflectie vereist. Dat maakt politicologie tot een schizofrene bezigheid." Het programma van de 'officiële' politicologie aan de Universiteit van Amsterdam karakteriseerde hij als "Vijftig procent marxisme, veertig procent feminisme en tien procent kritiek op boeken die we nooit gelezen hebben".
Later schreef hij een betoog over de studentenactivisten van destijds, getiteld Nieuwe Regenten. Daudt ging in 1990 met emeritaat.

### Latere optreden
Daudt was lid van de Partij van de Arbeid. In 2002 liet hij echter weten de opkomst van Pim Fortuyn toe te juichen, uit ergernis over de 'regentenmaatschappij': grote partijen die onderling de baantjes verdelen. Daudt verzette zich actief - en met succes - tegen de oprichting van de Amsterdamse Stadsprovincie. Zijn protest tegen de komst van een deelraad Binnenstad had minder succes.

## Persoonlijk
Hij overleed op 83-jarige leeftijd.

## Publicaties
- Floating voters and the floating vote: a critical analysis of American and English election studies, Stenfert Kroese, Leiden (1961, vertaling proefschrift)
- Het conflict als maatschappelijk verschijnsel, Het Spectrum, Utrecht (1962) (redactie, met J.H. Pompe)
- Enige recente ontwikkelingen in de wetenschap der politiek, Stenfert Kroese, Leiden (1963, tekst inaugurele rede)
- Pressiegroepen in de EEG, Kluwer, Deventer (1965)
- Beeldreligie. Een kritische beschouwing naar aanleiding van reacties op de derde uitzending van "Zo is het" ..., Polak & Van Gennep, Amsterdam (1966) (met Ben Sijes)
- Bedreigde democratie? Parlementaire democratie en overheidsbemoeienis in de economie, Van Gorcum, Assen (1978) ISBN 90-232-1608-3 (redactie, met E. van der Wolk)
- Democratie, politiek gedrag en machtsverhoudingen in Nederland. Enige thema's uit het politicologisch werk van H. Daudt, Boom, Meppel (1986) ISBN 90-6009-778-5 (redactie Hans Daalder
- De legitimiteit van de overheid (1988) (met Hans Daalder)
- Echte politicologie. Opstellen over politicologie, democratie en de Nederlandse politiek, Bakker, Amsterdam (1995) ISBN 90-351-1653-4 (redactie Hans Daalder)
- Thirty years of change in Dutch and European politics, Boom, Meppel (1996)